# Liudmila Blonska
Liudmila Blonska (Ucrania, 9 de noviembre de 1977) es una atleta ucraniana, especialista en la prueba de heptalón, con la que ha logrado ser subcampeona mundial en 2007.

## Carrera deportiva
En el Mundial de Osaka 2007 ganó la medalla de bronce en la prueba de heptalón, consiguiendo un total de 6832 puntos que fue el récord nacional ucraniano, quedando tras la sueca Carolina Klüft que con 7032 puntos consiguió el récord del mundo, y por delante de la británica Kelly Sotherton que quedó en tercera posición ganando el bronce.